# Greer Stevens
Pour les articles homonymes, voir Stevens.
Greer Stevens (née le 15 février 1957) est une joueuse de tennis sud-africaine, professionnelle dans la seconde moitié des années 1970.
Elle s'est imposée trois fois en double mixte dans les épreuves du Grand Chelem aux côtés de Bob Hewitt, en battant à chaque fois la paire Stöve-McMillan en finale : à Wimbledon en 1977 et 1979 et à l'US Open en 1979.
En 1978, elle se blesse grièvement au genou, ce qui la contraint à porter une spectaculaire attelle. Au terme de la saison 1980, elle se voit contrainte de mettre un terme à sa carrière, bien qu'elle fasse encore partie des dix meilleures mondiales.
Greer Stevens a remporté trois tournois WTA pendant sa carrière, dont un en simple. Elle a notamment battu Evonne Goolagong, Chris Evert et Tracy Austin, parmi les meilleures joueuses de son époque.